# Queen Adreena
Queen Adreena (ibland skrivet Queenadreena eller QueenAdreena) är ett alternativ rock-band från London, England. 
De slog igenom år 2000 med albumet Taxidermy.

## Medlemmar
Senaste medlemmar
- KatieJane Garside – sång (1999–2009)
- Crispin Gray – gitarr (1990–2009)
- Pete Howard – trummor (2006–2008)
- Nomi Leonard – basgitarr (2006–2009)

Tidigare medlemmar
- Orson Wajih – basgitarr (1999–2002)
- Billy Freedom – trummor (1999–2002)
- Melanie Garside – basgitarr (2003–2005)
- Paul Jackson – basgitarr (2005–2006)
- Michael Vakalis – basgitarr (2003)
- Bambi – trummor (2008–2009)
- Janne Jarvis – basgitarr (2002)
- Richard Adams – basgitarr (2002–2003)
- Dom Bouffard – basgitarr (2003)

## Diskografi
Studioalbum
- Taxidermy – (2000) (Blanco y Negro Records)
- Drink Me – (2002) (Rough Trade Records)
- The Butcher And The Butterfly – (2005) (One Little Indian Records)
- Djin – (2009) med låten Angel

Livealbum
- Live at the ICA – (2005) (One Little Indian Records)

Singlar
- "Cold Fish" / "Yesterday's Hymn" – (1999)
- "X-ing Off The Days" / "A Heavenly Surrender" – (1999)
- "I Adore You" / "Weeds" – (2000)
- "Jolene" / "Pretty Polly" – (2000)
- "Pretty Like Drugs" / "Beneath The Skin" – (2002)
- "F.M. Doll" / "Kissing My Disgrace" – (2002)
- "Medicine Jar" / "Seven Sins" – (2005)